# Miroslav Zajíc
Miroslav Zajíc (* 25. června 1946, Víska, Československo) je český fotograf.

## Život
Vyučil se elektromechanikem, fotografii se začal věnovat profesionálně na vojně, kde působil v časopisu Stráž vlasti. Poté pracoval v redakci Signálu a od roku 1968 v Mladém světě, kde získal funkci vedoucího fotografického oddělení: „Dvě desetiletí jsem určoval, jak bude Mladý svět vypadat. A to tím způsobem, že já jsem šílený individualista. Všechno muselo být po mém. Na počátku jsem se přizpůsoboval realitě. Ale později došlo na to, že jsem naopak realitu přizpůsoboval sobě, svému vidění. A tomu jsem podřizoval všechno. Kupodivu mi to dlouhou dobu vycházelo.“ V roce 1978 absolvoval na FAMU obor umělecké fotografie. Dokumentoval Moskevský summit v roce 1988 mezi Ronaldem Reaganem a Michailem Gorbačovem, za snímky z této akce obdržel cenu World Press Photo. V roce 1989 vydal knihu Inventura aneb Dvacet let fotoreportérem Mladého světa. Působí v deníku Právo, v jeho magazínu má pravidelnou rubriku, v níž publikuje své fotografie z různých společenských akcí, doprovázené vlastními glosami a vzpomínkami.